# Saw VI (banda sonora)
Saw VI: Original Motion Picture Soundtrack es la banda sonora para la película Saw VI. El álbum fue lanzado el 20 de octubre del 2009 bajo la discográfica Trustkill Records, con la participación de grupos y cantantes de metalcore y heavy metal.
El álbum cuenta con la participación de Lacuna Coil, The 69 Eyes, It Dies Today, Mushroomhead, entre otros.

## Lista de canciones
| 6 Oportunidades |                                            |               |          |  |
| N.º             | Título                                     | Artist        | Duración |  |
| 1.              | «In Ashes They Shall Reap»                 | Hatebreed     |          |  |
| 2.              | «The Last Goodbye» (previously unreleased) | Lacuna Coil   |          |  |
| 3.              | «Reckless Abandon»                         | It Dies Today |          |  |
| 4.              | «Your Soul Is Mine»                        | Mushroomhead  |          |  |
| 5.              | «Warpath»                                  | Chimaira      |          |  |
| 6.              | «Code Of The Road»                         | Danko Jones   |          |  |

| 6 Lecciones |                               |                  |          |  |
| N.º         | Título                        | Artist           | Duración |  |
| 7.          | «Genocide» (Saw VI Remix)     | Suicide Silence  |          |  |
| 8.          | «Ghost In the Mirror»         | Memphis May Fire |          |  |
| 9.          | «The Countdown Begins»        | Outbreak         |          |  |
| 10.         | «Still I Rise» (Saw VI Remix) | Shadows Fall     |          |  |
| 11.         | «Dead Again»                  | Type O Negative  |          |  |
| 12.         | «Dark Horse»                  | Converge         |          |  |

| 6 Opciones |                    |                  |          |  |
| N.º        | Título             | Artist           | Duración |  |
| 13.        | «Cut Throat»       | Kittie           |          |  |
| 14.        | «Never Known»      | Nitzer Ebb       |          |  |
| 15.        | «Roman Holiday»    | Every Time I Die |          |  |
| 16.        | «The Sinatra»      | My My Misfire    |          |  |
| 17.        | «Lethal Injection» | The Flood        |          |  |
| 18.        | «More Than A Sin»  | James Brothers   |          |  |

| Bonus Digital Tracks |                    |             |          |  |
| N.º                  | Título             | Artist      | Duración |  |
| 19.                  | «We Own the Night» | The 69 Eyes |          |  |
| 20.                  | «Watch Us Burn»    | Ventana     |          |  |
| 21.                  | «Forgive & Forget» | Miss May I  |          |  |